# Circus spilonotus
L'albanella orientale (Circus spilonotus Kaup, 1847) è un uccello rapace della famiglia degli Accipitridi originario della fascia di territorio compresa tra la Siberia centrale, la Cina nord-orientale e il Giappone.

## Descrizione

### Dimensioni
Misura 47-55 cm di lunghezza, per un peso di 370-780 g; l'apertura alare è di 119-145 cm.

### Aspetto
I maschi delle albanelle orientali assomigliano alle albanelle di Réunion, sebbene il loro piumaggio sia più chiaro e più finemente striato. Le piume della testa, del collo, della parte alta della mantellina, nonché della parte alta del petto, sono nere con larghe terminazioni biancastre, che conferiscono loro un aspetto fortemente striato. A volte i bordi chiari sono più o meno assenti e il piumaggio sembra allora interamente nero fatta eccezione per un collare incompleto bianco.
Le parti superiori e le ali sono nere con bordi e punte bianche. La loro colorazione contrasta con quella delle secondarie, delle grandi copritrici e della parte superiore della coda, che è grigio chiaro. Le parti inferiori sotto il petto sono generalmente bianche, ma sottili strisce scure adornano i fianchi e le cosce. Il ventre e la zona anale sono spesso privi di segni.
Nella femmina, la parte superiore è rossiccia con bordi bianchi e rossi sulle piume. Le spalle sono color crema con rare strisce scure. Le remiganti grigie sono barrate di nero. Sulle rettrici rosso-grigiastre vi sono cinque barre scure indistinte. Il cappuccio è fortemente striato, diversamente dalle guance, che sono relativamente uniformi. Le parti inferiori hanno una colorazione crema con barre brunastre sul petto e segni rossi più prominenti sul ventre e sui fianchi. Le cosce sono ornate da larghi chevron rossi.
I giovani presentano un aspetto variabile, ma generalmente hanno parti superiori marrone scuro, cappuccio color crema, collo e petto bianco-crema, e mento e spalle biancastre. Alcuni individui hanno delle striature sulla mantellina e una coda barrata. Il ventre e la zona anale sono di un rosso scuro uniforme.
Gli esemplari immaturi sono stati descritti solamente in maniera sommaria. Presentano un piumaggio intermedio tra quello dei giovani e quello degli adulti, con testa e parti superiori scure e ali e coda tinte di grigio. La parte inferiore è più striata di quella degli adulti.
Gli adulti hanno gli occhi e la cera gialli e la base del becco grigio-blu. Le zampe e i piedi sono gialli.
I giovani hanno iridi marrone scuro e cera giallo-verdastra.

### Voce
Le albanelle orientali emettono talvolta una sorta di miagolii un po' simili a quelli dei nibbi, dei keeau che producono specialmente quando sono appollaiate o a riposo. Al riguardo non abbiamo nessuna ulteriore informazione disponibile.

## Biologia
Le albanelle orientali sono uccelli piuttosto gregari. Al di fuori del periodo di riproduzione, possono formare dormitori comuni che possono comprendere numerosi individui.
Le albanelle orientali sono per lo più migratrici. A partire da settembre e da ottobre, le popolazioni che vivono in Siberia, Mongolia e Cina nord-orientale lasciano i siti di nidificazione e si dirigono a sud, fino a raggiungere i loro quartieri invernali, in un'area che comprende la Birmania, la Cina meridionale, la penisola malese, l'Indocina, le Grandi Isole della Sonda (Sumatra, Borneo) e le Filippine. Gli esemplari del Giappone lasciano Hokkaidō e raggiungono le regioni centrali o meridionali di Honshū e Kyūshū. La migrazione di ritorno ha luogo nel mese di aprile e ai primi di maggio.

### Volo
Come la maggior parte delle albanelle del genere Circus, le albanelle orientali e i falchi di palude procedono pigramente a debole altezza al di sopra dei canneti. Le loro ali sono spesso immobili, ma quando devono riprendere velocità danno allora qualche raro e vigoroso battito. Albanelle orientali e falchi di palude eseguono tra l'altro parate aeree pressoché identiche.

### Alimentazione
Come il falco di palude (C. aeruginosus), l'albanella orientale è un predatore piuttosto opportunista. Cattura gli uccelli acquatici inermi e quelli feriti o storpi. Anche i piccoli passeriformi sono una sua preda ambita, così come i nidiacei e le uova. Occasionalmente, l'albanella orientale caccia piccoli roditori, come toporagni, scoiattoli di terra e topi, anche se questi costituiscono solo una parte molto ristretta del menu.
Rane, anfibi e pesci completano la dieta. Questi rapaci cacciano tipicamente alla maniera delle albanelle del genere Circus, planando al di sopra del suolo e di habitat aperti e cercando di approfittare dell'effetto sorpresa.

### Riproduzione
Le uova vengono deposte principalmente tra la metà di maggio e l'inizio di giugno. La femmina installa il nido a terra in una palude, dove le canne sono particolarmente abbondanti. Questo è una struttura costruita con canne e pezzi di legno, senza alcuna imbottitura all'interno. La femmina vi depone tra 3 e 7 uova ad intervalli regolari di tre giorni. L'incubazione è piuttosto lunga e dura in media tra 33 e 48 giorni. Le giovani albanelle sono nidicole e lasciano il loro luogo di nascita solo dopo 35-40 giorni dopo la schiusa. A Hokkaidō, l'isola più settentrionale del Giappone, il tasso di successo riproduttivo è relativamente basso. Le giovani albanelle non raggiungono la maturità sessuale fino a quando non hanno due o tre anni.

## Distribuzione e habitat
Le albanelle orientali frequentano le paludi, gli acquitrini, le sponde dei laghi e, in particolar modo, i canneti che ricoprono una grande estensione. Si incontrano anche in molti tipi di habitat aperti come risaie o praterie, soprattutto al di fuori della stagione di nidificazione.
Come suggerisce il nome, l'albanella orientale è diffusa nella parte orientale del continente asiatico. Il suo areale copre la Mongolia, l'Ussuri, Sachalin, la Cina nord-orientale, il nord del Giappone e la Siberia sud-orientale, dove il suo territorio incontra quello del falco di palude (Circus aeruginosus). La specie è attualmente considerata monospecifica, in quanto Circus spilothorax delle regioni centrali e orientali della Nuova Guinea, un tempo considerato sua sottospecie, è oggi riconosciuto come specie a tutti gli effetti. Durante la stagione invernale, l'albanella orientale migra nel sud del Giappone, nel Sud-est asiatico (Indocina), nella Cina meridionale, in Indonesia e nelle Filippine.

## Conservazione
La specie non è minacciata a livello globale. Abbiamo a disposizione solo poche informazioni riguardo alle dimensioni delle popolazioni e alla loro evoluzione. Le albanelle orientali vengono generalmente considerate piuttosto rare in Russia. In Giappone, sono specie nidificante rara. Questi uccelli subiscono probabilmente le conseguenze del degrado degli habitat umidi in ogni angolo del loro areale.